# Deep Purple (альбом)
Deep Purple (также известен как April и Deep Purple III) — третий студийный альбом британской группы Deep Purple. Последний альбом, созданный оригинальным составом группы, известном как «Mark I». Записан в период с января по март 1969 года) на De Lane Lea Studios в Лондоне. Вышел в США в июне на лейбле Tetragrammaton Records, а в Великобритании — в сентябре 1969 года на лейбле Harvest Records. Ремастирован и переиздан в 2000 году с добавлением пяти бонус-треков. Ремастирован в 2014 году для бокс-сета Hard Road.
Наиболее известной композицией альбома (по имени которой часто называют весь альбом) является завершающая альбом 12-минутная пьеса «April», записанная с участием специально нанятых музыкантов, играющих на духовых и струнных инструментах.

## История создания
3 января 1969 года Deep Purple вернулись домой из концертного тура в США, основанного на материале двух первых альбомов. Нарастающая популярность в США понемногу достигала Великобритании, делая группу известной у себя на родине.

### Emmaretta
Звукозаписывающий лейбл Tetragrammaton Records, с которым Deep Purple заключили контракт в 1968 году, настаивал на том, чтобы группа  записала новый сингл, который мог бы повторить успех их предыдущего хита «Hush». Группа пыталась удовлетворить эту просьбу, ещё находясь в США, но без достойных результатов. Однако через несколько дней после возвращения из США в Великобританию, 7 января 1969 года в студии De Lane Lea была записана песня «Emmaretta», названная в честь одной знакомой Рода Эванса.
В феврале «Emmaretta» была выпущена в виде сингла, на второй стороне которого в американской версии была помещена записанная в тот же день композиция «The Bird Has Flown», а в британской версии — инструментальная композиция  «Wring That Neck» с предыдущего альбома The Book of Taliesyn. Композиция «Emmaretta» не вошла ни в один студийный альбом группы, но при позднейших переизданиях альбома Deep Purple включается в число бонус-треков. Кроме того, она присутствует во многих альбомах-компиляциях, в числе которых Purple Passages, Mark I & II, The Deep Purple Singles A's and B's (1978) и The Anthology (1985).

### Запись альбома
После этого группа отправилась в концертный тур по Великобритании, однако в течение февраля и марта 1969 года Deep Purple удалось выкроить время для создания нового материала. Музыканты нашли идеи для семи новых собственных песен — больше, чем на любом из их первых двух альбомов. Запись происходила в той же студии «De Lane Lea», где Лоуренс был продюсером, а Барри Эйнсворт — звукорежиссером.
Открывающая новый альбом композиция "Chasing Shadows" была основана на африканских ритмах, исполненных барабанщиком Иэном Пейсом. Мрачная барочная композиция «Blind» написана Джоном Лордом об одном из своих кошмаров. Короткая инструментальная "Fault Line" написана под впечатлением от землетрясения, которое группа пережила в Лос-Анджелесе, в ней использовались барабанные партии Пейса, перевернутые и сдвоенные. Психоделическая песня "The Painter" получилась в результате переработки написанной ранее песни "Hey Bop a Re Bop", которая транслировалась на радио-шоу Top Gear 14 января 1969 года. Фильм «Ребёнок Розмари» режиссёра Романа Полански, который участники группы посмотрели в кинотеатре, стал источником вдохновения для песни "Why Didn’t Rosemary?". Мелодия композиции «April» была написана гитаристом Ричи Блэкмором в день его рождения за месяц до начала записи. Позже она была дополнена длинным оркестровым фрагментом, написанным Лордом. В результате «April» стала 12-минутным финальным треком альбома и самой длинной студийной записью Deep Purple. Единственная кавер-версия, присутствующая на этом альбоме — песня «Lalena» шотландского певца Донована. Музыкальный критик Брюс Эдер (англ. Bruce Eder) высоко оценил эту обработку, отметив, в частности, органные партии Джона Лорда.
Оркестровая часть композиции «April», исполненная наёмными музыкантами на струнных и духовых инструментах, была последней записью для ещё неназванного альбома, который был сведён и закончен в конце марта 1969 года. В то время лейбл Tetragrammaton Records был на грани банкротства, что объяснило некоторую задержку в выпуске альбома: 21 июня в США. В Великобритании альбом вышел еще позже, в сентябре, когда в составе группы произошли существенные изменения и уже был записан первый альбом в новом составе «Mark II» — Concerto for Group and Orchestra.

## Оформление обложки
На обложке альбома изображён чёрно-белый фрагмент знаменитого триптиха Иеронима Босха «Сад земных наслаждений», именно, той части триптиха, которая изображает ад. Поначалу чёрно-белый вариант получился из-за типографской ошибки, но участники группы решили ничего не менять. В некоторых последующих переизданиях этого альбома используется цветной фрагмент той же картины.
При реализации альбома компания Tetragrammaton столкнулась с трудностями из-за этой обложки: в США она была неверно воспринята как антирелигиозная, с аморальными сценами, и поэтому пластинка была отвергнута или плохо принималась многими музыкальными магазинами

## Отзывы и критика
Deep Purple поначалу был весьма прохладно встречен критикой и стал наименее коммерчески успешным из трех альбомов, выпущенных группой в составе «Mark I». Но в ретроспективе он считается одним из первых удачных экспериментов по слиянию классики и рока. Современные обзоры, как правило, положительные и отмечают разнообразие стилей в альбоме и смелость аранжировок.
Из рецензии музыкального критика Брюса Эдера:

Deep Purple в течение многих лет высоко ценились почитателями прогрессивного рока, и по веским причинам… Слияние двух конфликтующих тенденций (у Лорда — к классике и рок-фьюжн, у Блэкмора — к нарастающей агрессивности гитарных атак) в ходе студийных сессий в начале 1969 года позволил Deep Purple создать альбом, в котором напряжённая прямолинейность раннего, грубого хеви-метал соединилась с изысканной сложностью, интеллектуальностью, а кроме того — виртуозностью на обоих уровнях… В «The Painter», «Why Didn’t Rosemary» и «Bird Has Flown» группа достигает ошеломляющего баланса между всеми этими элементами. Работа Эванса (в третьей из этих вещей) считается одним из фундаментальных вокальных достижений в прогрессив-роке. Трёхчастная сюита April, записанная с оркестром, как минимум не уступает аналогичным экспериментам The Nice (Five Bridges Suite)… Альбом производит впечатление удивительно цельного музыкального произведения. Один из самых смелых экспериментов в прогрессивном роке, он идеально высветил целое направление, которое группа могла бы избрать, но не сделала этого.

## Список композиций

### Сторона «А»
1. «Chasing Shadows» (Лорд/Пейс) — 5:34
2. «Blind» (Лорд)
3. «Lalena» (Донован)
4. «Fault Line» (инструментал) (Лорд/Блэкмор/Симпер/Пейс)
5. «The Painter» (Блэкмор/Лорд/Эванс/Симпер/Пейс)

### Сторона «Б»
1. «Why Didn’t Rosemary?» (Блэкмор/Лорд/Эванс/Симпер/Пейс)
2. «Bird Has Flown» (Эванс/Лорд/Блэкмор)
3. «April» (Блэкмор/Лорд)

### Бонус-треки на переиздании 2000 года
1. «The Bird Has Flown» (alternative A-side version) (Лорд/Эванс/Блэкмор)
2. «Emmaretta» (studio B-side) (Лорд/Эванс/Блэкмор)
3. «Emmaretta» (BBC Top Gear Session 14.01.1969) (Лорд/Эванс/Блэкмор)
4. «Lalena» (BBC radio session 24.06.1969) (Донован)
5. «The Painter» (BBC radio session 24.06.1969) (Эванс/Блэкмор/Симпер/Лорд/Пейс)

## Участники записи
| Deep Purple: - Род Эванс — вокал - Ричи Блэкмор — гитары - Джон Лорд — орган Хаммонда, фортепиано, клавесин, бэк-вокал, аранжировки струнных в «April» - Ник Симпер — бас-гитара, бэк-вокал - Иэн Пейс — ударные, перкуссия | Технический персонал: - Дерек Лоуренс — музыкальный продюсер, инженер сведе́ния |

## Сертификации
| Регион                                                      | Сертификация | Продажи  |
| ----------------------------------------------------------- | ------------ | -------- |
| Германия (BVMI)                                             | Золотой      | 250 000^ |
| ^ Данные о тиражах приведены только на основе сертификации. |              |          |